# Cyril Baudouin
Pour les articles homonymes, voir Baudouin.
Cyril Baudouin, né le 3 janvier 1975 à Perpignan, est un joueur français de rugby à XIII.
Joueur du Carpentras XIII, il évolue en équipe de France des moins de 23 ans en 1993.
Il compte 3 sélections en équipe de France de rugby à XIII de 1994 à 1995, dont deux matchs de la Coupe du monde de rugby à XIII 1995.